# Josef Mazura
Josef Mazura, född den 23 april 1955 i Vyškov, är en tjeckoslovakisk fotbollsspelare som tog OS-guld i fotbollsturneringen vid de olympiska sommarspelen 1980 i Moskva.